# مشعل آل حمسل
مشعل مرزوق آل حمسل اليامي مواليد 6 يونيو 1997، هو لاعب كرة قدم سعودي يلعب كلاعب وسط.

## مسيرة اللاعب
لعب في نادي نجران ونادي بيشة ونادي الوشم.

## الحياة الشخصية
مشعل هو شقيق كل من عبد العزيز آل حمسل وسعيد آل حمسل ومفتاح آل حمسل.